# Пам'ятник Артему (Донецьк)
Па́м'ятник Арте́му — встановлений в Ворошиловському районі Донецька на перетині вулиці Артема із проспектом Миру.

## Опис

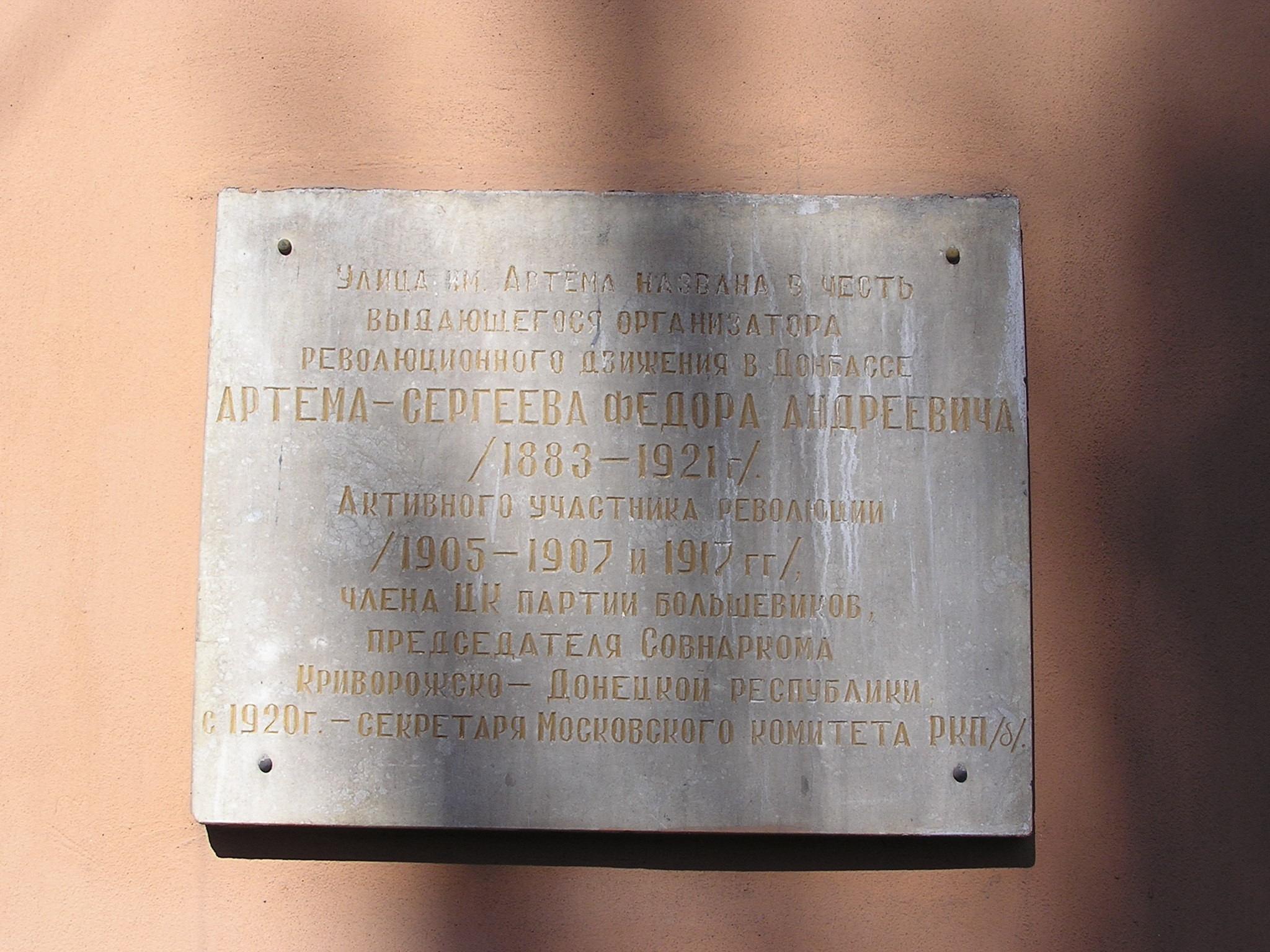
Анотаційна дошка на вулиці Артема

Постамент створений з каранського граніту. Пам'ятник являє собою бронзову скульптуру Артема у повний зріст. Вага скульптури 16 тонн. Висота скульптури — шість метрів. Загальна висота пам'ятнику — десять із половиною метрів.
Скульптура зсередини порожня й складається із блоків. Блоки з'єднані з порушенням технологій, після недоліки виправили, але не дуже добре і 16-тонний пам'ятник тримається тільки на закладних деталях, які несуть все навантаження.

## Історія
Пам'ятник збудований в 1967 році до п'ятдесятиріччя СРСР на честь Федора Сергєєва (Артема), одного з радянських ватажків, партійного діяча.
Автори пам'ятника — скульптор В. М. Костін, а також архітектори Н. К. Яковлев і Н. М. Піддубний. Участь в створенні пам'ятнику брали колективи 90 підприємств та організацій.

## Інциденти, пов'язані з пам'ятником
Пам'ятник є об'єктом постійних атак громадян. В ніч з 18 на 19 травня 2008 року вони написали на пам'ятнику: «Геть ката», «Геть сепаратизм!». В ніч з 2 на 3 жовтня 2008 року пам'ятник знову був знову «атакований». З'явились надписи: «Сепаратизм — злочин», «Геть сепаратизм», «А хіба сепаратизм це заслуга перед батьківщиною?..». Також була розбита меморіальна дошка на вулиці Артема.
У інтернеті багато фотографій, знятих під певним ракурсом (справа і знизу), на яких палець лівої руки виглядає як не заправлений в штани половий орган.